# NOR-poort
De NOR-poort (Nederlands: NOF-poort) is een digitale elektronische schakeling. De poort bezit twee of meer ingangen en 1 uitgang. De logische toestand van de uitgang is uitsluitend 0 als minstens één ingang 1 is (oftewel: uitsluitend 1, als alle ingangen 0 zijn). De schakeling is daarmee een omgekeerde (negatieve) OR-poort, hetgeen ook de naam verklaart.

## Booleaanseoverdrachtsfunctie
{\displaystyle Q={\overline {\sum _{i=1}^{n}P_{i}}}} Voluit geschreven: {\displaystyle Q={\overline {P_{1}+P_{2}+...+P_{n}}}}
Volgens de wetten van De Morgan is dit tevens:
{\displaystyle Q=\prod _{i=1}^{n}{\overline {P_{i}}}} Voluit geschreven: {\displaystyle Q={\overline {P_{1}}}\cdot {\overline {P_{2}}}\cdot ...\cdot {\overline {P_{n}}}}

## Waarheidstabel voor een poort met 2 ingangen
| Ingangen | Ingangen | Uitgang |
| P1       | P2       | Q       |
| -------- | -------- | ------- |
| 0        | 0        | 1       |
| 0        | 1        | 0       |
| 1        | 0        | 0       |
| 1        | 1        | 0       |

## Waarheidstabel voor een poort met 3 ingangen

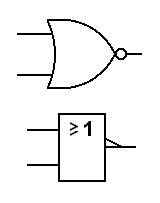
Amerikaans (boven) en IEC-symbool van een NOR met twee ingangen

| Ingangen | Ingangen | Ingangen | Uitgang |
| P1       | P2       | P3       | Q       |
| -------- | -------- | -------- | ------- |
| 0        | 0        | 0        | 1       |
| 0        | 0        | 1        | 0       |
| 0        | 1        | 0        | 0       |
| 0        | 1        | 1        | 0       |
| 1        | 0        | 0        | 0       |
| 1        | 0        | 1        | 0       |
| 1        | 1        | 0        | 0       |
| 1        | 1        | 1        | 0       |

## Elektronische implementatie
NOR-poorten worden, meestal in groepen of in combinatie met andere logische schakelingen, als geïntegreerde schakeling uitgevoerd. Meestal is het positieve logica; een logische 1 correspondeert met een hoge spanning. Het type 7402 uit de TTL-serie 74xx is een voorbeeld van een viervoudige NOR met elk twee ingangen.

## Uitvoering

### Uitvoering metrelais
In de schakeling met relais heeft elk relais een verbreekcontact. De stroomkring met de contacten is geopend, wanneer minstens een van de relais bekrachtigd is. Positieve logica: 1 = stroomvoerend

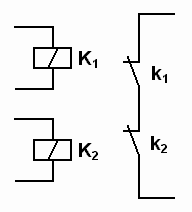
NOR-poort met relais

### Uitvoering met transistoren
Indien een van beide ingangen onder spanning staat, laat een van beide transistoren stroom door en wordt de uitgang geaard.
Indien echter geen van beide ingangen onder spanning staat, laat geen enkele transistor stroom door en ontstaat een uitgangsspanning.

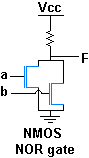
NOR-poort met relais

## Opmerking
Het is mogelijk om alle basispoorten uit de elektronica op te bouwen uit enkel NOR-poorten.

## Etymologie
Het Engelse woord nor komt overeen met het Nederlandse noch, hetgeen de werking van de schakeling accuraat beschrijft. Het kan ook gezien worden als een samentrekking van NOT en OR. Het Nederlandse NOF is uitsluitend een samentrekking van NIET en OF.